# Come Out and Play
Come Out and Play četvrti je studijski album američkog heavy metal sastava Twisted Sister. Album je objavio Atlantic Records 9. studenog 1985. godine. Bio je manje uspješan od svog prethodnika Stay Hungry iz 1984. godine, i kritički i komercijalno.

## Popis pjesama
| 1. | »Come Out and Play«          | 4:51 |
| 2. | »Leader of the Pack«         | 3:48 |
| 3. | »You Want What We Got«       | 3:45 |
| 4. | »I Believe in Rock 'n' Roll« | 4:03 |
| 5. | »The Fire Still Burns«       | 3:34 |

| Druga strana | Druga strana                                              | Druga strana | Druga strana | Druga strana | Druga strana | Druga strana | Druga strana | Druga strana | Druga strana |
| Br.          | Skladba                                                   | Trajanje     |              |              |              |              |              |              |              |
| ------------ | --------------------------------------------------------- | ------------ | ------------ | ------------ | ------------ | ------------ | ------------ | ------------ | ------------ |
| 6.           | »Be Chrool to Your Scuel« (gostujući pjevač Alice Cooper) | 3:53         |              |              |              |              |              |              |              |
| 7.           | »I Believe in You«                                        | 5:23         |              |              |              |              |              |              |              |
| 8.           | »Out on the Streets«                                      | 4:27         |              |              |              |              |              |              |              |
| 9.           | »Lookin' Out for #1«                                      | 3:07         |              |              |              |              |              |              |              |
| 10.          | »Kill or Be Killed«                                       | 2:47         |              |              |              |              |              |              |              |
| 39:36        |                                                           |              |              |              |              |              |              |              |              |

| Bonus pjesma na kazeti i CD-u | Bonus pjesma na kazeti i CD-u | Bonus pjesma na kazeti i CD-u | Bonus pjesma na kazeti i CD-u | Bonus pjesma na kazeti i CD-u | Bonus pjesma na kazeti i CD-u | Bonus pjesma na kazeti i CD-u | Bonus pjesma na kazeti i CD-u | Bonus pjesma na kazeti i CD-u | Bonus pjesma na kazeti i CD-u |
| Br.                           | Skladba                       | Trajanje                      |                               |                               |                               |                               |                               |                               |                               |
| ----------------------------- | ----------------------------- | ----------------------------- | ----------------------------- | ----------------------------- | ----------------------------- | ----------------------------- | ----------------------------- | ----------------------------- | ----------------------------- |
| 11.                           | »King of the Fools«           | 6:26                          |                               |                               |                               |                               |                               |                               |                               |
| 46:02                         |                               |                               |                               |                               |                               |                               |                               |                               |                               |

## Osoblje
Twisted Sister
| - Dee Snider – vokali - Jay Jay French – gitara, vokali - Eddie "Fingers" Ojeda – gitara, vokali - Mark "The Animal" Mendoza – bas-gitara - A. J. Pero – bubnjevi Dodatni glazbenici - Don Dokken – prateći vokali (na 7. pjesmi) - Alice Cooper – vokali (na 6. pjesmi) - Brian Setzer - gitara (na 6. pjesmi) - Billy Joel - klavir (na 6. pjesmi) - Clarence Clemons - saksofon (na 6. pjesmi) - Crispin Cioe - saksofon (bariton) (na 6. pjesmi) - Arno "Cool-Ray" Hecht - saksofon (tenor) (na 6. pjesmi) - Bad Bob Funk - trombon (na 6. pjesmi) - Maxine Waters - prateći vokali (na 6. pjesmi) - Julia Waters - prateći vokali (na 6. pjesmi) - Hollywood Paul Litteral - truba (na 6. pjesmi) - Gary Holland - prateći vokali (na 7. pjesmi) - Alan St. John - klavijature | Ostalo osoblje - Craig Engel - pomoćni inženering - Craig Vogel - pomoćni inženering - Suzette Guillot-Snider - kostimi - Dee Snider - dizajn - Mikael Kirke - ilustracije - Tom McPhillips - omot albuma - Mark Weiss - fotografija - Barry Diament - mastering - Bob Ludwig - mastering - Dieter Dierks - produciranje - Eddy Delana - inženjering |

## Vanjske poveznice
- (engl.) Tekstovi pjesama na službenoj stranici sastava